# George Osborne
George Gideon Oliver Osborne (n. 23 mai 1971, Londra) este un politician britanic, membru al Partidului Conservator și actualul ministru al finanțelor al Regatului Unit.
În 2001 a devenit deputat pentru colegiul Tatton din Cheshire.